# لغز القطار الأزرق
لغر القطار الأزرق أو جريمة في القطار الأزرق (بالإنجليزية: The Mystery of the Blue Train)‏ رواية تحقيق وهي إحدى روايات الكاتبة أغاثا كريستي، نشرت لأول مرة في المملكة المتحدة في 28 مارس/آذار 1928 وفي الولايات المتحدة في العام الذي يليه مع الحفاظ على نفس العنوان الأصلي للرواية.
ظهرت في الرواية شخصية المحقق البلجيكي هيركيول بوارو.

## ملخص الرواية
يستقل هيركيول بوارو القطار الأزرق متجها نحو الريفيرا الفرنسية، وعلى نفس القطار توجد كاثرين غراي، التي تقضي أول شتاء لها خارج انجلترا، بعد أن ورثت ثروة ضخمة. في القطار، تلتقي غراي بروث كيترينغ، امرأة أمريكية ثرية قررت إنهاء زواجها التعيس حتى تلتقي بحبيبها. في الصباح الموالي، يتم ايجاد روث ميتة في مقطورتها، كما يتم اكتشاف أن جوهرة «قلب النار» -التي أهداها إياها والدها منذ فترة ليست بطويلة- مفقودة. والد روث، المليونير الأمريكي روفوس فان الدن، وسكرتيره ماجور كنايتون يقنعان بوارو بالتحقيق في القضية. خلال التحقيق، خادمة روث، ادا ماسون، تقول أنها رأت رجلا يدخل إلى مقطورة سيدتها لكنها لم تتمكن من رؤية وجهه، هذه الأقوال تؤدي بالشرطة إلى التشكيك في أن عشيق روث، كومت دو لا روش، هو من قام بقتلها وسرقة جواهرها، لكن بوارو، وعكس رجال الشرطة، لا يعقتد بأنه هو المجرم وتتجه شكوكه نحو زوج روث، ديريك كيترينغ الذي كان على متن نفس القطار الذي استقلته روث، وما يزيدالشكوك حوله هو قول كاثرين أنها رأت ديريك يدخل إلى مقطورة روث، ثم يتم إيجاد علبة سجائر تحمل حرف «ك» وهو الحرف الأول لإسم عائلة ديريك.
وعند بدايته التحقيق، يثير بوارو احتمال جديد وهو أن جريمة القتل وسرقة المجوهرات غير مرتبطتين، ويحتمل أن ماركيز شهير بسرقة المجوهرات مرتبط بالجريمة. الراقصة ميرال التي كانت في القطار رفقة ديريك تقول أنها رأت ديريك يغادر مقطورة الضحية في وقت كانت الجريمة فيه قد حدثت سابقا، رغم ذلك يتم إيقاف ديريك، ويبدو الجميع مقتنعين بأن القضية قد تم حلها، لكن بوارو ليس مقتنعا كالبقية، فيقرر مواصلة تحقيقاته، في الأخير يستنتج أن المجرم الحقيقي هو الخادمة ادا ماسون وأن اسمها الحقيقي هو كيتي كيد، وهي امرأة مشهورة بإغواء الرجال وخداعهم، إضافة إلى أن ادا ماسون كان لها شريك في الجريمة، وهو سكرتير السيد فان الدن، السيد كنايتون، الذي هويته الحقيقية هي الماركيز الذي شك بوارو في كونه مرتبطا بالجريمة سابقا، وأن حرف «ك» الموجود على علبة السجائر التي تم العثور عليها في مقطورة الضحية تعود إلى «كنايتون» وليس إلى «كيترينغ».

## التأثير والتأثر بالروايات الأخرى
قصة الرواية مقتبسة من قصة قصيرة تم تأليفها عام 1923 تحت عنوان «قطار بلايموث السريع»، إلا أن الكتاب الذي يشتمل هذه القصة القصيرة لم ينشر في المملكة المتحدة إلى غاية عام 1974 تحت عنوان قضايا بوارو الأولى.
كما تمت الإشارة في هذه الرواية إلى قرية سانت ماري ميد التي ستكون مقر إقامة الآنسة ماربل، إحدى المحققين في روايات أغاثا كريستي.
وقد كان في هذه الرواية أول ظهور لخادم هيركيول بوارو، جورج.

## الاقتباسات

### التلفزيونية
بثت الرواية على التلفاز في عام 2006 كحلقة خاصة من مسلسل أغاثا كريستي بوارو، بواسطة شبكة آي تي فّي في 1 يناير من بطولة ديفيد سوشيه في دور بوارو، وروجر لويد-باك في دور المفتش كو، وجيمس دارسي في دور ديريك كيترينغ، وليندساي دونكان في دور السيدة تامبلين، وأليس إيف في دور لينوكس وإليوت غولد في دور روفوس فان الدين.
يتضمن فيلم ذا ميستري أوف ذا بلو ترين (لغز القطار الأزرق) التلفزيوني عدة تغييرات للرواية الأصلية. في الفيلم، يسافر حبيب روث معها على متن القطار، ويفر كلاهما من زوجها. وتسافر السيدة تامبلين وكوركي وابنتها لينوكس على متن القطار الأزرق أيضًا. تصبح روث وكاثرين غراي صديقتان. وتتبادلان مقصورات القطار، وعندما تُضرب روث حتى الموت، ويصبح من الصعب التعرف على ملامحها، يتكهن بوارو بأنه قد تكون كاثرين الضحية المقصودة. يكون لدى روفوس، والد روث، زوجة في الفيلم، تُجن بعد ولادة روث، ويضمن روفوس أمنها (زوجته) بوضعها في دير، حيث تصبح راهبة. أضيفت شخصيات جديدة إلى الفيلم، في مرحلةٍ ما، يزور أحد الركاب الآخرين، التي تصدف أن تكون عشيقة روفوس، زوجة روفوس، التي تخطئ المسافر وتظن أنها ابنتها روث. تحاول أدا ميسون في الفيلم قتل كاثرين (لأن نايتون يقع في حب كاثرين وتشعر أدا بالغيرة)، ولكن تقفز عليها لينوكس وتعضها في رقبتها. في نهاية الفيلم، ينتحر القاتل الرائد ريتشارد نايتون، برمي نفسه أمام قطار قادم ليدهس، بدلاً إلقاء الشرطة الفرنسية القبض عليه فقط كما في الرواية. يعرض الفيلم التلفزيوني الزوج الرابع للسيدة تامبلين (كوركي) يقتني ياقوتةً لها. في الرواية، يدعى الزوج الرابع للسيدة تامبلين «تشابي»، ولا يكون له علاقة بالياقوت.
وفي النهاية، تعرب كاثرين عن رغبتها في السفر، قائلةً إنها تعتزم ركوب قطار الشرق السريع من فيينا. وتسأل بوارو إن كان قد إستقل هذا القطار، ويقول إنه لم يفعل. ولكن يقول بوارو، في قليلٍ من الإنذار الساخر، إنه يرغب في ركوب قطار الشرق السريع يومًا ما، بينما تتحدث كاثرين عن رومانسية القطار.
وعلى عكس الكتاب، يبدو أن إعداد الفيلم في أواخر ثلاثينات القرن العشرين، بالنظر إلى أنماط الموسيقى المشغلة، بما في ذلك أغنية «سينغ سينغ سينغ (مع سوينغ)»، فضلًا عن الملابس وموضات الشعر المصورة.

### الإذاعية
اقتُبست رواية لغز القطار الأزرق في الراديو بواسطة راديو بي بي سي 4، مع موريس دينام في دور بوارو. بُثت في ستة أجزاء أسبوعيًا، منذ 29 ديسمبر 1985 حتى 2 فبراير 1986. كان هذا هو أول اقتباس لراديو بي بي سي لروايات بوارو.

## عناوين الترجمات العالمية للرواية
- التشيكية: Záhada Modrého vlaku (القضية الغامضة في القطار الأزرق).
- الهولندية: Het Geheim van de Blauwe Trein (سر القطار الأزرق).
- الاستونية: Sinise rongi mõistatus (القضية الغامضة في القطار الأزرق).
- الفنلندية: Sininen juna (القطار الأزرق).
- الفرنسية: Le Train bleu (القطار الأزرق).
- الألمانية: Der blaue Express (القطار الأرزق السريع).
- المجرية: A kék express (القطار الأزرق السريع).
- الإيطالية: Il mistero del treno azzurro (القضية الغامضة في القطار الأزرق).
- اليابانية: 青列車の秘密 (القضية الغامضة في القطار الأزرق).
- النرويجية: Mysteriet på Monte Carlo-ekspressen (القضية الغامضة في قطار مونتي-كارلو السريع).
- البولندية: Tajemnica Błękitnego Expressu (سر القطار الأزرق).
- البرتغالية: O Mistério do Comboio Azul (القضية الغامضة في القطار الأزرق).
- الرومانية: Misterul trenului albastru (القضية الغامضة في القطار الأزرق).
- الروسية: Тайна Голубого поезда (القضية الغامضة في القطار الأزرق).
- السويدية: Mysteriet på Blå tåget (القضية الغامضة في القطار الأزرق).
- التركية: Mavi Trenin esrarı (القضية الغامضة في القطار الأزرق).
- العربية: قام الأديب الراحل عمر عبد العزيز أمين بترجمة الرواية تحت عنوان «اليَاُقوتةُ الحَمْرَاءُ»[1] ونشرت من دار ميوزيك للطبع والنشر. وتحمل الرواية الرقم (90) ضمن السلسلة.[2]

## روابط خارجية
- معلومات حول الرواية في الموقع الرسمي لأغاثا كريستي (باللغة الإنجليزية).
- معلومات حول حلقة مسلسل «اغاثا كريستي بوارو» المقتبسة من الرواية عام 2005 (باللغة الإنجليزية).